# Elke Baezner

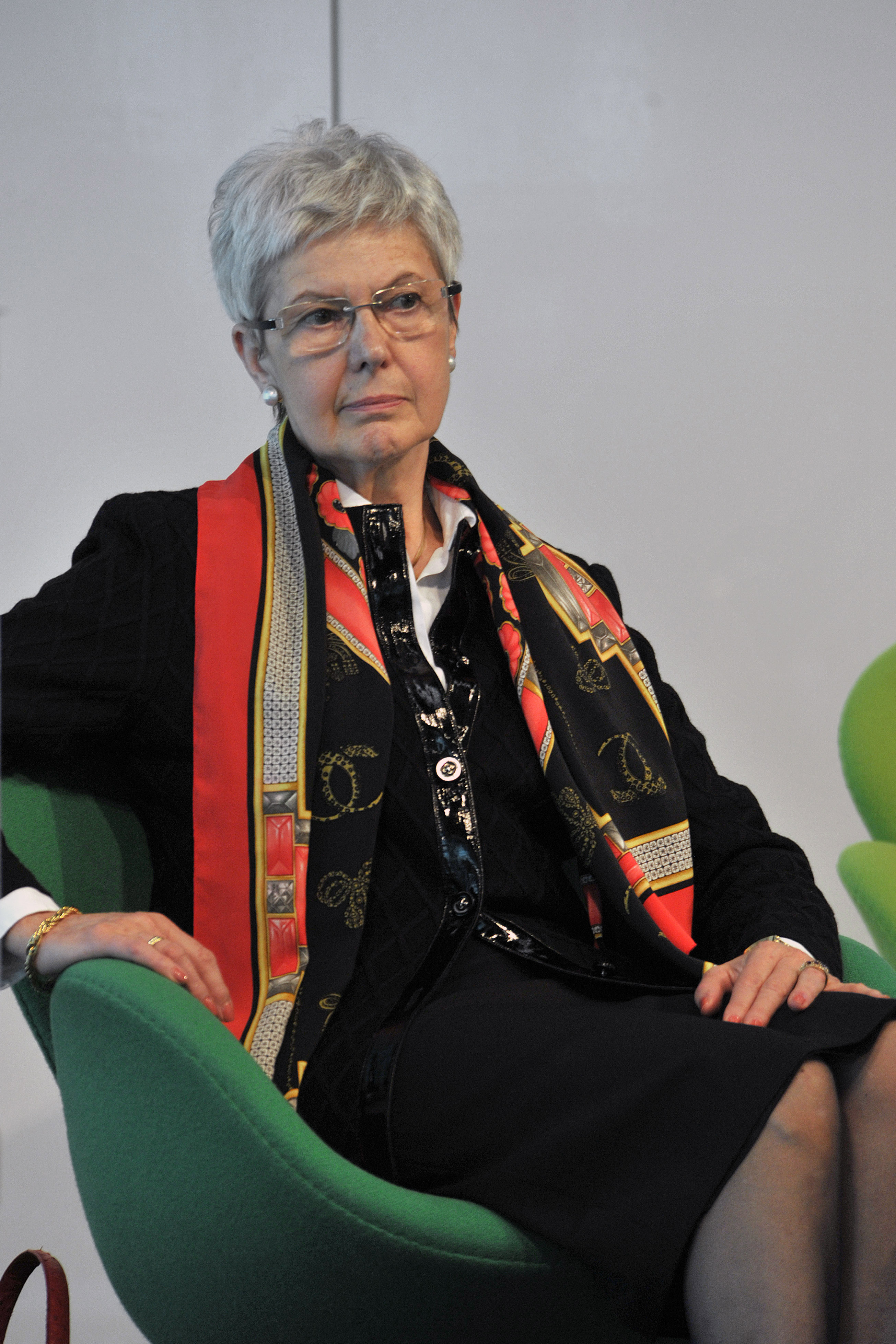
Elke Baezner (2011)

Elke M. Baezner, eigentlich Baezner-Sailer (* 2. Oktober 1945), war von  November 2008 bis November 2016 Präsidentin der Deutschen Gesellschaft für Humanes Sterben (DGHS) e.V.

## Leben
Nach dem Studium der Germanistik und Romanistik in Heidelberg und Mannheim war Elke Baezner Gymnasiallehrerin, dann fast ein Jahrzehnt in der Erwachsenenbildung tätig. Seit 1986 engagiert sich die Deutsch-Schweizerin, die beide Staatsbürgerschaften besitzt, für das Menschenrecht auf Selbstbestimmung; zunächst als Vorstandsmitglied von Exit ADMD Suisse romande, dann als Präsidentin von Exit Deutsche Schweiz. Drei Jahre war sie Präsidentin der europäischen Dach-Gesellschaft Right-to-die.
Baezner fordert eine umfassende gesetzliche Regelung in Deutschland, die das Selbstbestimmungsrecht und den Patientenwillen am Lebensende respektiere und Rahmenbedingungen für ein humanes Sterben schaffe. Dazu gehöre die Respektierung von Patientenverfügungen.
Bei einem Säureattentat im Jahr 2014 wurde Baezner verletzt; der Attentäter stammte aus dem Umfeld der christlich geprägten „Lebensrechtsbewegung“.